# Геза Фехер
Геза Фехер (на унгарски: Fehér Géza) е унгарски археолог.

## Биография
Геза Фехер е роден на 4 август 1890 г. в градчето Кунсентмиклош, тогава в Австро-Унгарската империя. Работи в България от 1921 до 1944 г. Член е на Българското археологическо дружество от 1924 г. Чуждестранен член на Българската академия на науките (1943).
Един от основоположниците на прабългаристиката. Взема участие в археологическите разкопки в Абоба-Плиска, Преслав, Мумджилар, Енидже. Проучва основно Мадарския конник. Научното му творчество от междувоенния период е посветено на прабългарската култура, разчитане на надписа върху Мадарския релеф и историческите връзки между прабългарите и старомаджарите. С научните си разработки обнародвани не само на български и унгарски език, но също на немски и френски, Геза Фехер има изключителни заслуги за създаването в Европа на широк обществен интерес към прабългарите.
Умира на 10 април 1955 г. в Будапеща.

## Трудове
- Bulgarisch-ungarische Beziehungen in den V-XI. Jahrhunderten. – Keleti Szemle, (Budapest), 1921, XIX/2, pp. 4 – 190
- Die Inschrift des Reiterrelief von Madara. Sofia, 1928
- A bolgár-török müveltség emlékei és magyar õstörténeti vonatkozásaik [Паметниците на прабългарската култура и връзката им с древната унгарска история]. Budapest, 1931
- Писмени паметници на прабългарите в Мадара. Разкопки и проучвания 1, София, 1934
- Военното дело на прабългарите. София, 1938
- Облеклото и оръжието на старата българска войска. София, 1939
- Ролята и културата на прабългарите. София, 1941

## Награди
- Медал „За наука и изкуство“ (1927)

## Памет
На 26 ноември 2016 г. в пропилея на Националния исторически музей в София с тържествен ритуал е открита паметна плоча „Венец на достойнството за проф. Геза Фехер“ – първа в мемориалната Алея на приятелите на България.